# Paul Butcher
Paul Matthew Hawke Butcher (* 14. Februar 1994 in Los Angeles, Kalifornien) ist ein US-amerikanischer Schauspieler und Musiker.

## Leben
Paul Butcher begann seine Schauspielerkarriere mit sieben Jahren. Er spielte von 2004 bis 2008 in der Fernsehserie Zoey 101 den Bruder von Jamie Lynn Spears.
Sein gleichnamiger Vater ist Spieler in der National Football League.
Butcher wurde in den Jahren 2006 und 2007 gemeinsam mit dem Ensemble von Zoey 101 jeweils mit einem Young Artist Award in der Kategorie Best Young Ensemble Performance in a TV Series (Comedy or Drama) ausgezeichnet.
Butcher hatte 2007 einen Gastauftritt in der US-Sitcom King of Queens (Staffel 9, Episode 1).
Im Jahr 2010 veröffentlichte Butcher seine erste Debüt-Single "Don't Go".
2016 folgte eine Cover-Version des Songs "Mercy", welcher ursprünglich von Shawn Mendes stammt.
Zuletzt erschien im August 2022 die Single "Horses".

## Filmografie
- 2001–2002: Bernie Mac Show
- 2002: Landspeed
- 2005–2008: Zoey 101
- 2005: Reeker
- 2006: Imaginary Friend
- 2006: Ab durch die Hecke (Over the Hedge)
- 2006: Der tierisch verrückte Bauernhof (Barnyard)
- 2007: Number 23 (The Number 23)
- 2014: A Lesson in Romance (Fernsehfilm)

### Gastauftritte
- 2002: Six Feet Under – Gestorben wird immer, Folge 2.10
- 2002: Die Parkers (The Parkers), Folge 4.01
- 2003: Emergency Room – Die Notaufnahme (ER), Folge 9.21
- 2003: Die wilden Siebziger (That '70s Show), Folge 6.07
- 2005: Medical Investigation, Folge 1.15
- 2005: Bones – Die Knochenjägerin, Folge 1.05
- 2006: King of Queens (The King of Queens), Folge 9.01
- 2007: Without a Trace – Spurlos verschwunden, Folge 5.22
- 2008: Zoey 101 – Chase' Geburtstag, neue Folge
- 2008: Britney Spears – Mein Weg zurück Reportage
- 2009: Criminal Minds Folge 5.01 (Ohne Namen ohne Gesicht)

## Diskografie
- 2010: Don't Go
- 2016: Pillowtalk
- 2016: Little Things
- 2016: Like I Would
- 2016: Chainsaw
- 2016: Mercy
- 2017: Blood
- 2019: Nothing
- 2020: Freaky (Tus Manos)
- 2022: Horses